# Albizia schimperiana
Albizia schimperiana är en ärtväxtart som beskrevs av Daniel Oliver. Albizia schimperiana ingår i släktet Albizia och familjen ärtväxter. Inga underarter finns listade i Catalogue of Life.